# Надсон Родрігеш ді Соуза
Надсон Родрігеш ді Соуза (порт. Nádson Rodrigues de Souza, нар. 30 січня 1982, Серрінья) — бразильський футболіст, нападник клубу «Лагарто».
Виступав, зокрема, за клуби «Віторія» (Салвадор) та «Корінтіанс», а також національну збірну Бразилії.

## Клубна кар'єра
Народився 30 січня 1982 року в місті Серрінья. Вихованець футбольної школи клубу «Віторія» (Салвадор). Дорослу футбольну кар'єру розпочав 2001 року в основній команді того ж клубу, в якій провів два сезони, взявши участь у 22 матчах чемпіонату. У складі «Віторії» був одним з головних бомбардирів команди, маючи середню результативність на рівні 0,5 голу за гру першості.
Протягом 2003—2006 років захищав кольори команди південнокорейського «Сувон Самсунг Блювінгз».
Своєю грою за останню команду привернув увагу представників тренерського штабу клубу «Корінтіанс», до складу якого приєднався на умовах оренди 2006 року. Відіграв за команду з Сан-Паулу наступний сезон своєї ігрової кар'єри.
Згодом з 2007 по 2013 рік грав у складі команд клубів «Сувон Самсунг Блювінгз», «Вегалта Сендай», «Віторія» (Салвадор), «Баїя», «Спорт Ресіфі», «Америка» (Натал) та «Жакуїпенсе».
До складу клубу «Лагарто» приєднався 2014 року. Відтоді встиг відіграти за нього 18 матчів в національному чемпіонаті.

## Виступи за збірну
2003 року провів два офіційних матчі у складі національної збірної Бразилії. У складі збірної був учасником тогорічного розіграшу Золотого кубка КОНКАКАФ у США та Мексиці, де разом з командою здобув «срібло».

## Титули і досягнення
- Чемпіон Південної Кореї (2):

«Сувон Самсунг Блювінгз»: 2004, 2008
- Володар Суперкубка Південної Кореї (1):

«Сувон Самсунг Блювінгз»: 2005
Збірні
- Срібний призер Золотого кубка КОНКАКАФ: 2003